# Walter Bürki
Walter Bürki (* 26. Januar 1946 in Thun) ist ein ehemaliger Schweizer Radrennfahrer.

## Sportliche Laufbahn
Bürki war im Strassenradsport aktiv. Bei den UCI-Strassen-Weltmeisterschaften 1968 holte er mit Robert Thalmann, Erich Spahn und Bruno Hubschmid die Silbermedaille im Mannschaftszeitfahren. Mit Bruno Hubschmid, Josef Fuchs, Walter Bürki und Xaver Kurmann gewann der Schweizer Strassenvierer 1969 die Bronzemedaille bei der Weltmeisterschaft. Im Einzelrennen der UCI-Strassen-Weltmeisterschaften 1968 kam er auf den 20. Rang, 1969 wurde er 47.
1969 wurde er Zweiter in der Marokko-Rundfahrt hinter Abderrahman Farak. Das Etappenrennen Flèche du Sud gewann Bürki 1970. In der Marokko-Rundfahrt gelang ihm ein Etappensieg. 1970 siegte er im Grand Prix de Genève vor Othmar Huber.